# سیارک ۲۰۰۰۶۹
سیارک ۲۰۰۰۶۹ (به انگلیسی: 200069 Alastor، نامگذاری:4322P-L)۲۰۰۰۶۹مین سیارک کشف شده‌است که در ۲۴ سپتامبر ۱۹۶۰ کشف شد.